# Max Kohnstamm

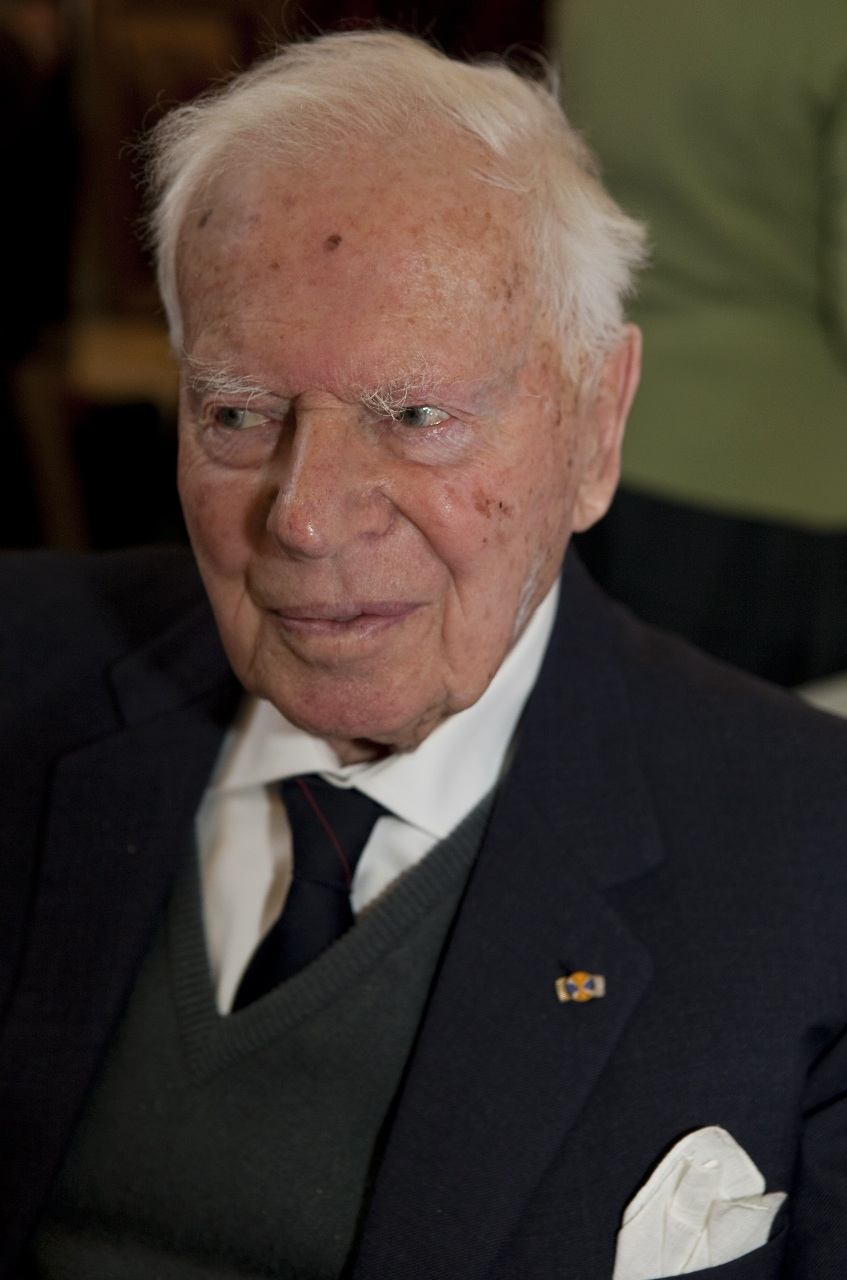
Max Kohnstamm (2009)

Max Kohnstamm (* 22. Mai 1914 in Amsterdam; † 20. Oktober 2010 ebenda) war ein niederländischer Historiker und Diplomat.

## Leben und Karriere
Max Kohnstamm war der Sohn des deutsch-jüdischen Physikers, Philosophen und Pädagogen Philip Kohnstamm (1875–1951). Er studierte Zeitgeschichte an der Universität von Amsterdam, bevor er von 1938 bis 1939 als Stipendiat an der American University in Washington, D.C. die USA besuchte und dort zu den Wirtschafts- und Arbeitsmarktreformen des New Deal forschte.
Seit 1940 im studentischen Widerstand aktiv, wurde er von 1942 bis 1944 in dem von der deutschen Besatzungsmacht in den Niederlanden eingerichteten Durchgangslager Amersfoort, dem Polizeigefängnis und Untersuchungsgefängnis Haaren und dem Lager Sint-Michielsgestel gefangen gehalten.
Nach dem Krieg diente er von 1945 bis 1948 der niederländischen Königin Wilhelmina als Privatsekretär und war von 1948 bis 1952 im niederländischen Außenministerium tätig. Dort war er mit der Verwaltung des Marshallplans und der niederländischen Politik gegenüber Deutschland befasst, zuletzt als Leiter des Büros für deutsche Angelegenheiten. Spätere Stationen seiner diplomatischen Laufbahn und seines Engagements für ein Vereinigtes Europa absolvierte er von 1952 bis 1957 als Sekretär der Hohen Behörde der Europäischen Gemeinschaft für Kohle und Stahl (EGKS) und als Generalsekretär und späterer Vizepräsident des Aktionskomitees für die Vereinigten Staaten von Europa. Dem Europäischen Hochschulinstitut in Florenz stand er in den Jahren 1976 bis 1981 als erster Präsident vor.
Sein ältester Sohn Jacob Kohnstamm (* 1949) engagierte sich nach seinem Studium der Rechtswissenschaften ebenfalls in der niederländischen Politik und fungierte unter anderem von 1982 bis 1986 als Vorsitzender der Partei Democraten 66, von 1994 bis 1998 als Staatssekretär für Innere Angelegenheiten. Ab 2004 leitete er die niederländische Datenschutzbehörde und war seit 2010 Vorsitzender der Art. 29-Gruppe der Datenschutzbeauftragten der EU-Mitgliedstaaten.

## Schriften (Auswahl)
- The European Tide In: Daedalus 93, Nr. 1, 1964, ISSN 0011-5266, S. 83–108.
- herausgegeben zusammen mit Wolfgang Hager: Zivilmacht Europa - Supermacht oder Partner? Suhrkamp, Frankfurt am Main 1973.
- Jean Monnet, die Macht des Einfallsreichtums. Amt für Amtl. Veröffentlichungen d. Europ. Gemeinschaften, Luxembourg 1981.